# Mouvement international eurasiatique
Le Mouvement international eurasiatique (en russe : Международное Евразийское движение) est une organisation non gouvernementale chargée de promouvoir l'eurasisme, une doctrine impérialiste et ultra-nationaliste russe. Elle possède des filiales dans vingt-neuf pays, dont ceux de la CEI, ainsi qu'en France, Allemagne, Italie, Grande-Bretagne, en Amérique du Sud, au Liban, en Syrie, en Égypte, en Turquie, en Iran, au Pakistan, en Inde, au Japon, au Vietnam, etc. Il y a trente-six filiales régionales dans la CEI.
Le mouvement a été fondé officiellement le 20 novembre 2003 à Moscou. Son fondateur est le philosophe et politologue d'extrême-droite Alexandre Douguine. Il existe également une union eurasiatique de la jeunesse.

## Direction
L'organe directeur du mouvement est le comité eurasiatique dont font partie Alexandre Douguine, Mikhaïl Galouïev, Valery Korovine, Mikhaïl Khazine, Natalia Melentieva, Dmitri Fourtsev.

## Objectifs
- Favoriser le développement d'un ordre mondial multipolaire, fondé sur le respect et la coopération entre les peuples, les civilisations et les cultures ;
- Situer la Russie comme médiatrice entre les pays européens et les pays asiatiques (du Moyen-Orient, jusqu'à l'Extrême-Orient) ;
- Développer l'intégration politique, économique, stratégique et culturelle de l'espace post-soviétique, avec comme but la création d'une union eurasiatique ;
- Faire croître le dialogue et le respect mutuel entre les confessions traditionnelles du continent eurasiatique ;
- Préserver les identités ethniques, culturelles et religieuses de tous les peuples du monde ;
- S'opposer résolument de façon rationnelle et philosophique aux tendances négatives de l'ordre mondial actuel fondé sur l'unipolarisme, le nivellement culturel des masses, la décadence spirituelle, le libre commerce des drogues et stupéfiants (narcotraffic), la dégradation de l'environnement et l'iniquité sociale.